# Gereza abisyńska
Gereza abisyńska (Colobus guereza) – gatunek ssaka naczelnego z podrodziny gerez (Colobinae) w obrębie rodziny koczkodanowatych (Cercopithecidae). 

## Zasięg występowania
Gereza abisyńska występuje w zachodnio-środkowej Afryce zamieszkując w zależności od podgatunku:
- C. guereza caudatus – gereza kilimandżarska – południowa Kenia, a także północna Tanzania; gatunek żyje w górskich lasach wokół Góry Kilimandżaro i Meru, również jego obecność stwierdzono w niżej położonych lasach leżących nieopodal; takson wątpliwy taksonomicznie.
- C. guereza guereza – gereza abisyńska – zachodnia Etiopia, na zalesionych obszarach Wyżyny Abisyńskiej na zachód od Rift Valley, rozciągając się na lasy nizinne wzdłuż rzeki Omo na południu i Nilu Błękitnego na zachodzie.
- C. guereza dodingae – gereza eremicka – południowo-wschodni Sudan, znany jedynie z gór Didinga.
- C. guereza gallarum – gereza wyżynna – wschodnio-środkowa Etiopia, na Wyżynie Abisyńskiej na wschód od Rift Valley; dokładne granice nie są jasne, a granice z gór Balē mogą różnić się od granic z gór Arussi.
- C. guereza kikuyuensis – gereza stokowa – centralna Kenia, na wyżynach obszarach, na wschód od Rift Valley, od Ngong Hills do góry Kenia i gór Aberdare.
- C. guereza matschiei – gereza leśna – południowo-wschodnia Uganda (góra Elgon), zachodnia Kenia (na zachód od Rift Valley, na północ do góry Elgon oraz w niektórych lasach w obrębie samego Rift Valley, jak w pobliżu jeziora Lake Naivasha) i północno-zachodnia Tanzania (na północ od krateru Ngorongoro i rzeki Grumeti) .
- C. guereza occidentalis – gereza zatokowa – południowy Kamerun (na zachód od Baturi i Lornie, gdzie najwyraźniej współistnieje z C. satanas i na północ przez rzekę Sanaga do Yabassi), południowo-zachodnia Republika Środkowoafrykańska, Czad, południowo-zachodni Sudan, północna Demokratyczna Republika Konga (na południe od rzeki Kongo i do około 1°25’S w lesie Ituri), północno-wschodni Gabon (rejony Makokou i Belinga), północne Kongo, zachodnia Uganda (na zachód od Nilu) i północno-zachodnia Rwanda; być może występuje również w Gwinei Równikowej i obszarach rzeki Donga w południowo-wschodniej Nigerii.
- C. guereza percivali – gereza pustelnicza – zachodnio-centralna Kenia, ograniczony do niewielkiego obszaru lasu wokół góry Gargues w Mathews Range.

## Taksonomia
Gatunek po raz pierwszy naukowo opisał w 1835 roku niemiecki przyrodnik Eduard Rüppell nadając mu nazwę Colobus guereza. Holotyp pochodził z obszaru Damot, z prowincji Gojjam, w Etiopii.
Bardziej owłosiona populacja C. guereza z nizin wzdłuż rzeki Omo może być odrębna i stanowić podgatunek poliurus opisany przez Oldfielda Thomasa w 1901 roku. Potrzebne są dalsze badania taksonomiczne, aby ocenić ważność niektórych z tych taksonów i zidentyfikować możliwe istnienie wcześniej nieopisanych taksonów; dane molekularne wskazują, że C. guereza prawdopodobnie reprezentuje wiele gatunków. Autorzy Illustrated Checklist of the Mammals of the World rozpoznają siedem podgatunków.

### Etymologia
- Colobus: gr. κολοβος kolobos „ograniczony, okaleczony”; dżelada białobroda posiada szczątkowy kciuk[30].
- guereza: abisyńska nazwa Guereza dla gerezy[31].
- dodingae: góry Dodinga, Sudan.
- gallarum: lud Galla lub Oromo z Etiopii[32].
- kikuyuensis: lud Kikuyu lub Agikuyu z Kenii[32].
- matschiei: prof. Georg Friedrich Paul Matschie (1862–1926), niemiecki zoolog z Muzeum Historii Naturalnej w Berlinie, kurator w dziale ssaków[33].
- occidentalis: łac. occidentalis „zachodni”, od occidens, occidentis „zachód”, od occidere „rzucić, ustawić”[32].
- percivali: Arthur Blayney Percival (1875–1941), brytyjski kolekcjoner, strażnik leśny w Kenii w latach 1901–1923[34].

## Morfologia
Długość ciała (bez ogona) samic 49,5–67,3 cm, samców 53–75 cm, długość ogona samic 50–80 cm, samców 52–90 cm; masa ciała samic 5,5–10,2 kg, samców 8–13,5 kg (wyjątkowo do 23 kg). Gereza abisyńska ma długie, czarno-białe, jedwabiste furto. Twarz szara, pozbawiona owłosienia. Gerezy mają tylko cztery palce u każdej ręki; kciuk jest nieobecny, lub zastąpiony przez niewielki paliczkowy guzek. Brak kciuka może być formą adaptacji do szybszego poruszania się wśród drzew.

## Ekologia
Gerezy zamieszkują gęste lasy deszczowe, górskie i nizinne centralnej i wschodniej Afryki. Spotykane na wysokości 3300 metrów nad poziomem morza.
Gerezy prowadzą dzienny tryb życia. Większość czasu spędzają w dolnej części drzew. Żyją w stadach liczących od 8 do 15 osobników obu płci. Długość życia gerez abisyńskich w niewoli wynosi nawet 29 lat, na wolności około 20.
Dieta gerez abisyńskich składa się głównie z młodych liści (58%), rozwiniętych liści (12,5%), owoców (13,5%), pączków liści (4%) i kwiatów (2%).
Pełną dojrzałość płciową samce osiągają w wieku lat 6, samice 4. Każda samica rodzi jedno młode co 20 miesięcy po okresie ciąży trwającej około 6 miesięcy. Po urodzeniu małe mają około 20 centymetrów długości i ważą około 0,4 kg.

## Status zagrożenia i ochrona
Skórami tego gatunku handlowano przez bardzo długi czas, do dziś wykorzystywane są one jako ozdoby przez Masajów. W ciągu ostatnich 100 lat liczba gerez abisyńskich drastycznie spadła głównie w wyniku polowań i wylesiania. Obecnie gatunek ten jest zagrożony wyginięciem. Często hodowana w zoo, gdzie dobrze się rozmnaża. Status zagrożenia według IUCN w zależności od podgatunku przedstawia poniższa tabelka:
| Nazwa naukowa      | Status zagrożenia IUCN |
| ------------------ | ---------------------- |
| C. g. guereza      | LC                     |
| C. g. dodingae     | EN                     |
| C. g. gallarum     | DD                     |
| C. g. kikuyuensis  | LC                     |
| C. g. matschiei    | LC                     |
| C. g. occidentalis | LC                     |
| C. g. percivali    | EN                     |